# Everyday carry
Pour les articles homonymes, voir EDC.

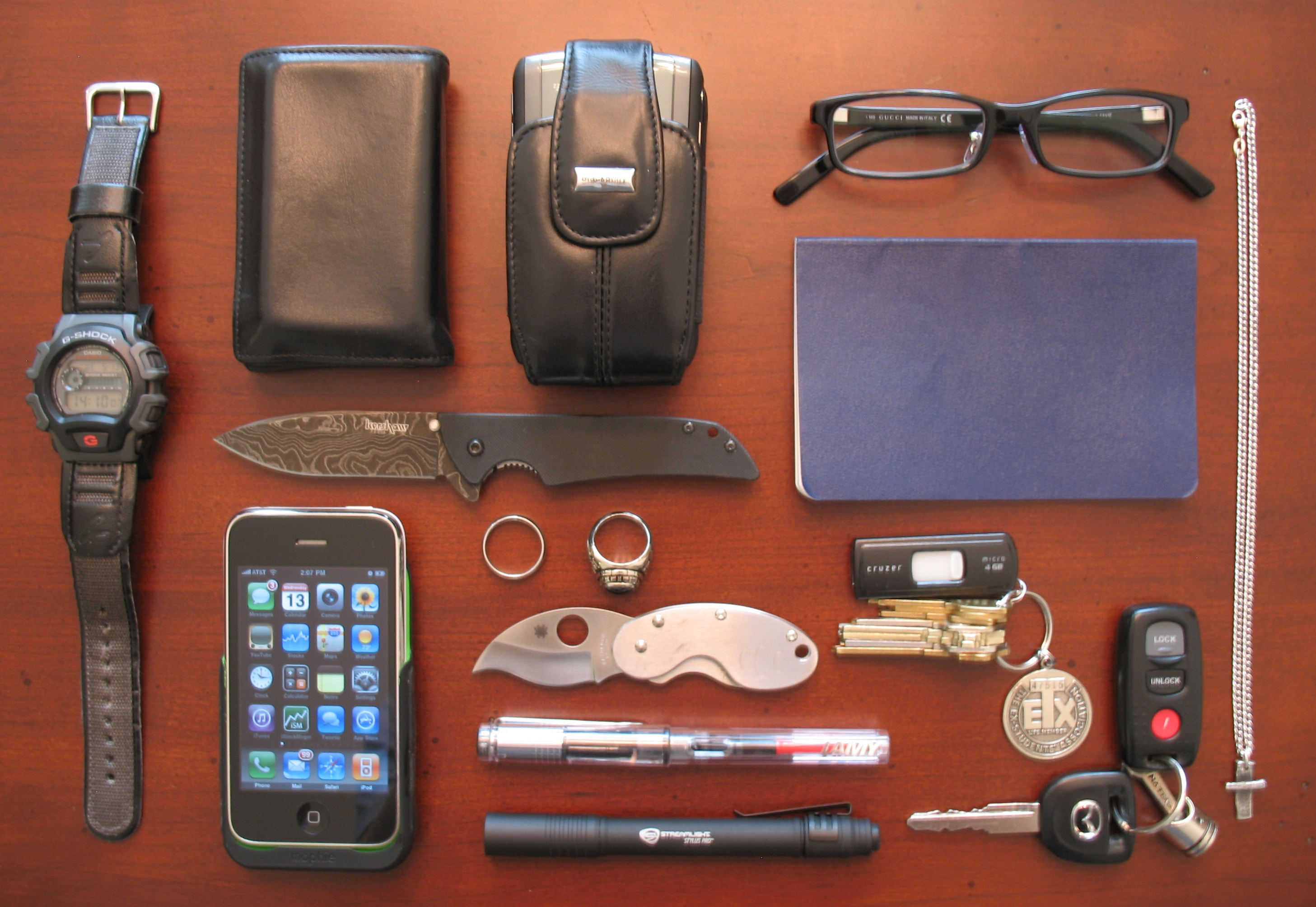
Exemple d’everyday carry.

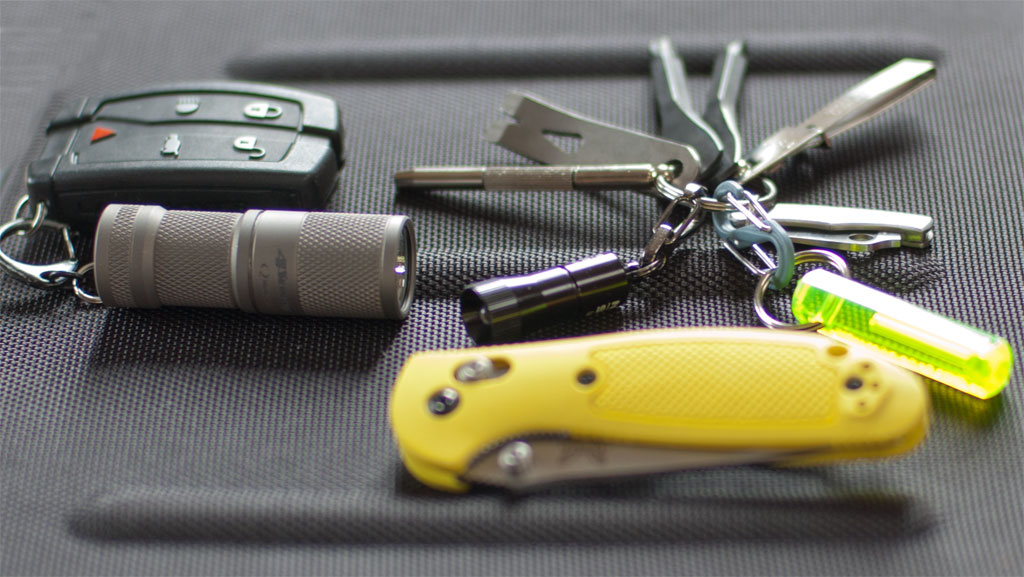
Exemple d’everyday carry.

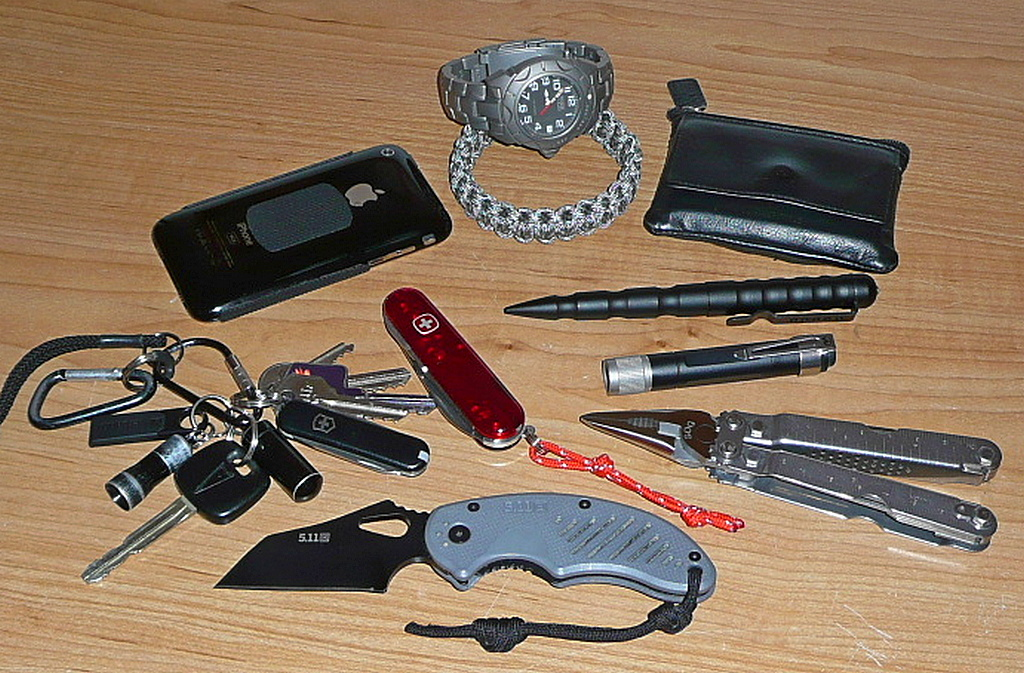
Exemple d’everyday carry.

Un everyday carry ou every-day carry (littéralement, en français : « que l'on porte tous les jours »), abrégé en EDC désigne l'ensemble des objets que l'on porte en permanence sur soi,.
Les articles les plus courants des EDC incluent une lampe de poche, un outil multifonctions, un portefeuille, un smartphone, une montre, un porte-clé, un cahier, un stylo, voire un couteau ou une arme à feu,,,.
Les principales raisons d'avoir un EDC sont l'utilité et la préparation : pour aider les individus à surmonter les problèmes simples du quotidien et les préparer à des situations inattendues, voire potentiellement dangereuses.

## Principe
L'EDC est constitué de manière à avoir à disposition tout ce dont on peut avoir besoin, mais se limite à une charge légère et peu encombrante. Chaque EDC est propre à chaque individu, il est fonction de ses besoins, ses priorités et de son environnement.
Pour appréhender les cas d'urgences plus sérieux, il est complété par un kit de survie plus important, comme par exemple le sac d'évacuation (également appelé bug-out bag) qui n'est porté qu'en cas de situation de danger.

## Liste des objets les plus courants
- Un téléphone mobile
- Une montre
- Un trousseau de clés
- Un portefeuille (pièces d'identités, carte de paiement, argent liquide, timbres, impression de ses contacts)
- Une lampe de poche
- Un briquet
- Un couteau pliant, pince multifonction ou couteau suisse (interdit ou réglementé dans certains pays[5])
- Des mouchoirs jetables
- Un sifflet
- Un stylo, un crayon et du papier
- Du cordage, par exemple sous forme de bracelet de survie[5]
- Un petit aérosol de défense (interdit ou réglementé dans certains pays[5])
- Une trousse de premiers secours  :
  - Gants médicaux
  - Pansements
  - Garrots tactiques
  - Pansement compressif
- Un miroir
- Un sac plastique
- Du fil électrique
- Une gourde solide (inox ou titane)
- Un fidget toy (jouet d'occupation pour s'occuper les mains)